# Melissa Morrison-Howard
Melissa Morrison-Howard (geborene Morrison; * 9. Juli 1971 in Mooresville, North Carolina) ist eine US-amerikanische Hürdenläuferin.
Morrison gewann bei den Hallenweltmeisterschaften 2003 in Birmingham die Bronzemedaille im 60-Meter-Hürdenlauf.
Bei den Olympischen Sommerspielen 2000 in Sydney gewann sie die Bronzemedaille im 100-Meter-Hürdenlauf hinter Olga Schischigina (KAZ) und Glory Alozie (NGR). In der gleichen Disziplin gewann sie bei den Olympischen Sommerspielen 2004 in Athen ebenfalls die Bronzemedaille hinter der US-Amerikanerin Joanna Hayes (USA) und Olena Krassowska (UKR).
Melissa Morrison hat bei einer Größe von 1,63 ein Wettkampfgewicht von 52 kg. Im Oktober 2004 heiratete sie Josephus Howard.

## Persönliche Bestzeiten
- 100 m – 11,59 Sekunden
- 200 m – 23,98 Sekunden
- 100 m Hürden – 12,53 Sekunden